# 福井県立高志中学校・高等学校
福井県立高志中学校・高等学校（ふくいけんりつ こしちゅうがっこう・こうとうがっこう、英: Fukui Prefectural Koshi Junior & Senior High School）は、福井県福井市御幸に所在し、中高一貫教育を提供する公立中学校・高等学校。通称は「高志中（こしちゅう）」、「高志高（こしこう）」または「高志（こし）」。

## 概要
1948年（昭和23年）に創立された県立高等学校。全日制の普通科設置で、かつては理数科が存在した。2003年（平成15年）度以降、文部科学省のスーパーサイエンスハイスクール (SSH) に指定されているほか、2014年（平成26年）度からは同省のスーパーグローバルハイスクール (SGH) にも指定されている。生徒数が1000人近い大規模校であり、特に2007年（平成19年）度入学の学年以前は各学年に理数科1クラスと普通科10クラスが設置されていたが、2008年（平成20年）度以降は普通科が徐々に削減されている。2年次以降文理分けがなされる。また、3年次には旧帝大・東京工業大学・旧官立商大などを志望する生徒のために、理系・文系それぞれに個別試験対応クラスが成績優秀者中心に設置される。
また、日本テレビ主催の全国高等学校クイズ選手権第11回大会（1991年）の優勝校でもある。

### 校名の由来
北陸地方の古代の名称である越（こしのくに）として古事記に高志と表記されており、現在でも福井市の一部の地域および吉田郡永平寺町を「高志地区」と呼ぶことがある。他にも「高い志」といった意味もあるが、校名の由来を公式に示した文書は確認されない。

## 沿革

### 略歴
学制改革に伴い、福井県立工業学校と福井県立農業学校が統合され、1948年（昭和23年）に福井県立福井第二高等学校（農業・工業・家庭技芸課程）として福井市新保町にて創立する。1949年（昭和24年）、工業課程を福井県藤島高等学校へと分離し、校名を福井県高志高等学校（普通・家庭技芸・農業課程）と改称した上で、新たに総合制高等学校として発足する。1950年（昭和25年）、福井市御幸下町の福井高等女学校跡地に校舎の一部（第1教棟）が竣工する。1953年（昭和28年）、農業課程が分離し、福井県福井農林高等学校として独立する。1956年、完全普通科高校となり、その翌年に現校名に改称。1969年（昭和44年）、福井県立武生高等学校とともに、理数科が新設される。1980年（昭和55年）度より、普通科を対象として、福井県立藤島高等学校との2校による学校群選抜入試制度が導入される。1996年（平成8年）、理数科を対象として推薦入試制度が導入される。2003年（平成15年）、福井県内の高校としては初めて、文部科学省のスーパーサイエンスハイスクール (SSH) に指定される。2004年（平成16年）、学校群選抜入試制度が廃止されると同時に、福井県内の高等学校における学区が撤廃され、全県一学区制となる。これを契機として、旧第一学区（福井市、坂井市、あわら市、吉田郡）の区域外から高志高校へ通学してくる生徒数が増加した。中には大野市や敦賀市などの遠方の地域から通う生徒もいるほどである。実際に、全県一学区制導入以降、福井県内の高校一般入試の志願倍率において、高志高校は普通科・理数科ともに例年高い競争倍率を維持しており、特に普通科は9年連続で、県内高校普通科の中でトップとなる志願倍率を記録した。

### 年表
- 1948年（昭和23年）4月 - 福井県立工業学校と福井県立農業学校が統合され、福井県立第二高等学校として創立。
- 1949年（昭和24年）4月 - 校名を福井県高志高等学校と改称。
- 1950年（昭和25年）9月 - 福井市御幸下町の福井高等女学校跡地に一部の校舎が竣工。
- 1953年（昭和28年）4月 - 農業課程が分離し、福井県福井農林高等学校として独立。
- 1956年（昭和31年）4月 - 本年度の第1学年より普通科のみとなる。
- 1957年（昭和32年）4月 - 校名を福井県立高志高等学校と改称。
- 1969年（昭和44年）4月 - 理数科設置。
- 1980年（昭和55年）3月 - 本年度より普通科を対象として藤島・高志学校群選抜入試制度を実施。
- 1994年（平成6年）10月 - アメリカ合衆国ニュージャージー州ニュープロビデンス高校と姉妹校提携。
- 1996年（平成8年）1月 - 本年度より理数科推薦入試制度を実施。
- 2003年（平成15年）4月 - 県内の高校としては初めて、文部科学省のスーパーサイエンスハイスクール (SSH) に指定される（2008年、2013年、2018年に再指定）。
- 2004年（平成16年）3月 - 藤島・高志学校群選抜入試制度を廃止、全県一学区制実施。
- 2007年（平成19年）5月 - 台湾台中市より、台中第一高等学校と台中女子高等学校の修学旅行団が来校。
- 2014年（平成26年）4月 - 文部科学省のスーパーグローバルハイスクール (SGH) に指定される（2014年 - 2018年度までの5年間指定）。
- 2015年（平成27年）4月 - 併設型中高一貫校として、3学級定員90名の付属中学校（福井県立高志中学校）を学内に設立する[5]。
- 2016年（平成28年）4月 - 2学期制を導入。また、この年の2年生以降選択型研修旅行が導入される。
- 2020年（令和2年）3月 - 理数科廃止。

## 教育方針

### 教育目標
国際社会および地域社会のリーダーとして貢献できる知徳体の調和のとれた人材の育成。

### 教育方針
1. 主体的な学習態度を育て、確かな学力の向上と豊かな教養の育成に努める。
2. 生徒一人ひとりの進路実現に向け、丁寧できめ細やかな進路指導に努める。
3. 規範意識を高める生徒指導の一層の充実に努める。
4. 特別活動を通して、心身ともに健康で活力に満ちた学校生活の推進に努める。
5. 学校行事全体を通して、主体的な行動力と豊かな情操の涵養に努める。
6. 家庭、地域との連携を密にして、開かれた学校づくりに努める。

## 教育の特徴

### スーパーサイエンスハイスクール (SSH)
同校でのSSHの活動は主に理数科を中心に行われている。理数科では、1泊2日で東京お台場の日本科学未来館や埼玉・横浜の理化学研究所などで研修を行ったり、海へ行き動物採取実験を行ったりするプログラムなどが組まれており、人気となっている。他にも、県内の先端科学技術を扱う企業での研修や、石川県のSSH指定校である石川県立金沢泉丘高等学校とのSSH交流会、北陸地区SSH交流会等へも参加している。
また、各業界の第一線で活躍する著名人を招いてのSSH講演会も毎年開かれている。以前は理数科生徒や希望者のみが対象だったが、2005年からは全校生徒および教職員・保護者を対象にしている。

### スーパーグローバルハイスクール (SGH)
1年次は希望者、2年次は原則全員が海外（オーストラリア、タイ、ベトナムのいずれか）への研修を行うほか、福井県内で開催される国際交流イベントに参加するなどの活動を行っている。また、アメリカのニュープロビデンス高校、タイのカセサート大学付属高校と姉妹校提携を結んでおり、相互交流が行われている。

## 基礎データ

### アクセス
- 北陸新幹線・ハピラインふくい線・えちぜん鉄道勝山永平寺線 福井駅 東口（一乗谷口）から約900 m。
- 福井鉄道福武線 福井駅停留場から約1.1 km。
- 福井駅（西口:6番乗場、東口:東行乗場）から京福バス「すまいるバス」東ルート（城東・日之出方面）にて「高志高校前」下車。
- 福井県「フレンドリーバス」の「高志中・高前」、池田町町民協働バス「マイバス」の「高志高校前」の各乗降場もあるが、ともにクローズドドアシステムのため福井市中心部側の起終点である福井駅東口との間の利用はできない。
- E8 北陸自動車道 福井ICから、主に国道158号、福井県道・石川県道5号福井加賀線、福井県道179号淵上志比口線経由 約4 km。

### 象徴
校歌
作詞：森山謙一郎、作曲：石桁真礼生、4部合唱
校訓
克己 創造 敬愛
校章
校章はノートとペン先を模ったものであり、銀色の長方形と瑠璃色のペン先、および紅色の「髙」の文字が組み合わさっている。なお、校章の「髙」は「高志」（高い志を持つ）を意味する。
スクールカラー
色は緑で、同窓会の名称は「みどり葉会」と称する。これらは校歌の歌い出し《みどり葉は にほいにあふれ》に由来する。

## 学校行事

### 高校
- 4月 - 入学式、始業式
- 5月 - 春季遠足
- 6月 - 合唱コンクール
- 7月 - オープンスクール
- 8月 - SSH交流会（理数科）、ウェルカム卒業生（1年）、学校祭（フェニックス祭　於: フェニックスプラザ）
- 9月 - 学校祭（文化祭・体育祭）
- 10月 - SSH講演会、秋季遠足（1・3年）、研修旅行（2年）
- 12月 - 体育小会
- 1月 - 理数科推薦入試
- 2月 - 先生と生徒の語る会、卒業生と語る会（2年）
- 3月 - 卒業式、普通科・理数科一般入試

### 中学校
- 4月 - 入学式・始業式
- 5月 - 高志学 スタート宿泊研修(嶺南研修)（1年）・中間考査1回目
- 6月 - 中間考査2回目
- 7月 - 保護者懇談会

夏休み期間中  エンカレッジ講座・ステップアップ講座・学校祭（高校生と共に）→上記：高校生学校行事参照
- 9月 - 学校祭（高校生と共に）・前期期末考査・終業式
- 10月 - 始業式
- 11月 - 中間考査1・職場体験（2年）・シンガポール研修（3年）
- 12月 - 集会など
- 1月 - 中間考査2
- 2月 - 学習成果発表会（予定）・学年末考査
- 3月 - 東京研修（2年）･総合学習発表会（高志学）・終業式

## 施設
一号館、二号館、三号館・四号館が中庭を囲むように、時計回りに設置されている。
同校には3つの玄関があり、正面玄関と職員玄関が一号館側（北側）、生徒玄関が二号館側（東側）にある。また、2つの体育館と三号館・四号館に囲まれた広場は「活力の広場」と呼ばれ、テニスコートや駐車スペースとして使われている。
一号館の屋上には太陽光発電設備が設置されている。正門前には花崗閃緑岩質の石畳が敷かれている。

## 部活動
文武両道を重んじる校風の下、各部活動はインターハイなどの上位大会にも度々出場している。放送部からはNHK杯全国高校放送コンテストの優勝者が二人輩出されている（第38回アナウンス部門、第56回朗読部門）。しかし、放送部は2015年（平成27年）度末をもって廃部となり、記念イベントが開催された。

### 高校
- 運動部 - 硬式野球、陸上、サッカー、ハンドボール（男・女）、バレーボール（男・女）、バスケットボール（男・女）、卓球、バドミントン（男・女）、アーチェリー、剣道、弓道、ソフトテニス（男・女）、テニス（男・女）
- 文化部 - 吹奏楽、合唱、かるた、サイエンス、生活科学、文芸・漫画研究、美術、書道、ESS、弦楽、邦楽、数理探究

### 中学校
- 運動部 - 陸上、バスケットボール（男）、卓球、剣道、弓道、テニス、
- 文化部 - 吹奏楽、囲碁将棋、サイエンス、弦楽

## 著名な卒業生

### 政治・行政
- 酒井哲夫（福井市長）
- 旭信昭（福井県副知事）
- 左藤章（衆議院議員）
- 増木重夫（政治活動家）
- 東村新一（福井市長）
- 辻一憲（福井県議会議員）
- 辻英之（衆議院議員）
- 布施田英生（総務省国際戦略局長、デジタル庁統括官、内閣官房内閣審議官）
- 西行茂（福井市長）

### 経済界
- 川田達男（セーレン代表取締役会長・最高経営責任者、福井商工会議所会頭（2009年 - ）、北陸経済連合会副会長）
- 藤永賢一（ゲンキー創業者、Genky DrugStores社長）
- 内田幸雄（JXTGホールディングス会長）[11]
- 津谷祐司（ボルテージ創業者、代表取締役会長 兼 社長、ファウンダー）[12]

### 法律
- 趙誠峰（弁護士）

### 学界
- 川崎和男（デザインディレクター）
- 小林快次（古生物学者、北海道大学総合博物館教授）[13]
- 内田良（教育社会学者、名古屋大学大学院教育発達科学研究科教授）
- 塚本麿充（美術史家、東京大学東洋文化研究所教授）

### マスコミ
- 沖谷昇（NHKアナウンサー、NHK富山放送局長）
- 三崎幸恵（元テレビ神奈川アナウンサー）
- 丸山勝義（福井テレビアナウンサー）
- 江守美穂（元NHK津放送局天気キャスター、元福井放送アナウンサー、気象予報士）
- 井上寿美枝（福井放送 (FBC) アナウンサー）
- 福田布貴子（福井テレビアナウンサー）
- 阿部真由美（フリーアナウンサー）

### 文化・芸能
- 宮下奈都（小説家）
- 雀野日名子（小説家）
- 中村理聖（小説家）
- 河崎義祐（映画監督）
- 竹島宏（演歌歌手）
- 藤田善宏（コンテンポラリー・ダンサー、コンドルズのメンバー）
- 河波貴大（タレント、お天気キャスター、気象予報士）
- 須賀原洋行（漫画家、郵政省電波監理局職員）
- 林ふみの（漫画家）
- 津谷祐司（映画監督）

### スポーツ
- 橋本信治（プロ野球審判員）
- 坂上香織（陸上選手、日産スタジアム・アスレティクスアカデミー講師）
- 出村直嗣（ハンドボール選手、豊田合成）

## 著名な教職員
- 松原信之（歴史学者、郷土史家）